# Businga (territoire)
Le territoire de Businga est une entité administrative déconcentrée de la province du Nord-Ubangi en république démocratique du Congo. 

## Subdivisions
Le territoire est constitué de la commune de Businga et de trois secteurs :
| Subdivision | Statut  | Notes                          |
| ----------- | ------- | ------------------------------ |
| Businga     | Commune | 7 conseillers municipaux       |
| Bodangabo   | Secteur | 8 groupements de 116 villages  |
| Businga     | Secteur | 21 groupements de 116 villages |
| Karawa      | Secteur | 9 groupements de 147 villages  |

## Santé
Le territoire compte 3 zones de santé : Businga, Karawa et Loko

## Démographie
| 1994    | 2004    |
| ------- | ------- |
| 288 513 | 394 281 |

## Environnement
Businga est un territoire qui se trouve dans la province du Nord-Ubangi en RD Congo. Les effets du réchauffement climatique se font de plus en plus sentir dans le territoire de Businga, situé à 140 kilomètres de Gbadolite, dans la province du Nord-Ubangi. Des dizaines d’hectares de forêt déboisés, des cours d’eau qui sèchent et d’autres disparaissent carrément... Il y a aussi des espèces protégées de la faune qui deviennent rares. Ce tableau sombre est peint par l’ONG Association de la protection de l’environnement et de développement durable de Businga (APEDD).
'Perturbation du calendrier agricole, tarissement voire disparition de certaines cours d’eau. Raréfaction voire disparition de certaines espèces de la faune sauvage, d’espèces protégés disparition ou éloignement d’espèces forestières : escargots, chenilles, champignons. Eloignement d’espèce à valeur sylvicole, à valeur médicinale'', a-t-il indiqué.